# Cantharis fusca
Espèce
La Cantharide commune (Cantharis fusca) est une espèce de coléoptères de la famille des Cantharidae.

## Description
Cet insecte mesure jusqu'à 1,5 centimètre de long à l'état adulte. Hormis les pièces composant la tête et le thorax, qui sont rouges ou orange, le reste de l'animal est noir. Le corps est plat et long, avec des téguments (exosquelette) mous, comme les autres espèces de cette famille de coléoptères (anciens Malacodermes).
Il se différencie de Cantharis rustica par sa tache pronotale antérieure et ses fémurs noirs.

## Aire de répartition
Autrefois commun dans de vastes portions de l'Europe, ses populations diminuent désormais en parallèle avec la régression de ses habitats et en raison probablement d'un usage accru de pesticides qui peuvent le tuer lui, ou ses proies.

## Habitat
Il vit dans les buissons, en lisière forestière et dans les prés ou sur les apiacées (ombellifères) le long des fossés ou routes mais surtout dans les champs (bois de Lewarde) où il chasse de petits insectes ou autres invertébrés ; leurs larves, également prédatrices, sont très résistantes au froid, on peut même les voir ramper sur la neige en hiver.

## Galerie

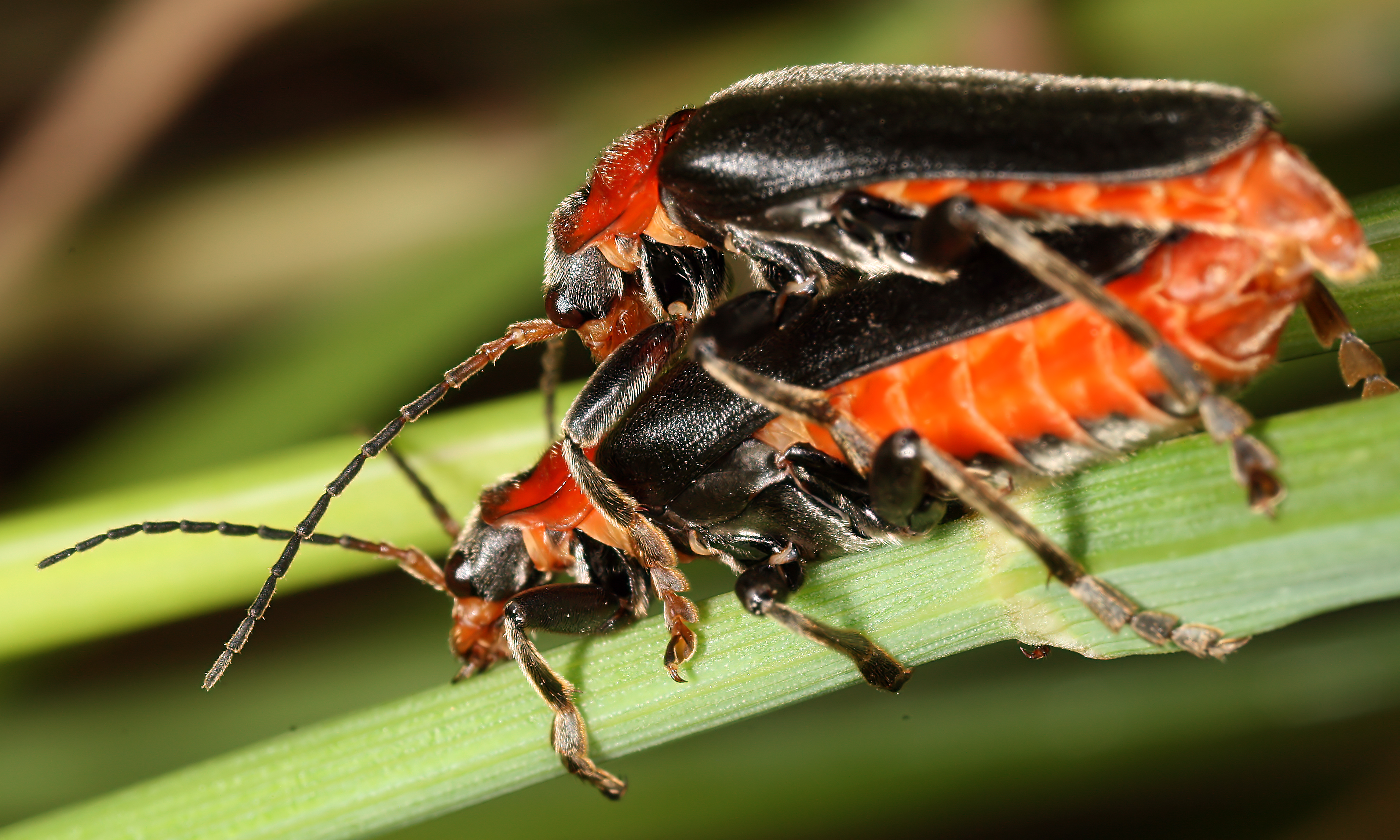
Cantharis fusca